# Carl Heinrich Stratz
Carl Heinrich Stratz (14 juin 1858 à Odessa – 21 avril 1924 à La Haye) est gynécologue russe-allemand. Il est l'un des premiers chercheurs à avoir étudié le développement et la croissance de l'être humain.